# Mana la
Māna la, Chirbitya, Chirbitya-la of Dungri la is een bergpas in de Himalaya tussen India en China.
De bergpas is een van oudsher een oude handelsroute tussen de deelstaat Uttarakhand en Tibet, respectievelijk tussen de voormalige koninkrijken Badrinath en Guge.
De Portugese jezuïeten António de Andrade en Manuel Marques zijn de eerst-bekende Europeanen die de pas overtrokken in 1624.
De pas werd door China gesloten in 1951. Op 29 april 1954 tekenden China en India een overeenkomst die vrijheid om te reizen toestond voor pelgrims naar Tibet.